# 이성민 (1965년)
이성민(李聖珉, 1965년 5월 8일~)는 대한민국의 정치인이다. 제8·9대 서울특별시 도봉구의원(2020. 4.~)이다.

## 학력
- 서울도봉초등학교 졸업
- 도봉중학교 졸업
- 서울보성고등학교 졸업

## 경력
- 도봉초등학교 12회 회장
- 도봉초등학교 총동문회 감사
- 도봉산 FC 회장
- 더불어민주당 도봉1동협의회 회장
- 도봉구 호남향우회연합회 도봉1동 협의회장
- 2020. 4.~2022. 6. 제8대 도봉구의회 의원
  - 2020. 4.~2020. 7. 제8대 도봉구의회 전반기 복지건설위원회 위원
  - 2020. 4.~2020. 7. 제8대 도봉구의회 전반기 예산결산특별위원회 부위원장
  - 2020. 7.~2022. 6. 제8대 도봉구의회 후반기 행정기획위원회 위원
- 2022. 7.~ 제9대 도봉구의회 의원
  - 2022. 7.~ 제9대 도봉구의회 전반기 운영위원회 위원장
  - 2022. 7.~ 제9대 도봉구의회 전반기 행정기획위원회 위원

## 수상
- 2014 효행 표창장 서울시장 박원순

## 역대 선거 결과
|  | 57.13% |

|  | 0% |